# Coupe de France de football 1943-1944
Navigation
Coupe de France 1942-1943 Coupe de France 1944-1945
La Coupe Charles-Simon 1943-1944 est la 27e édition de la Coupe de France de football.
À la suite de la nationalisation du football professionnel par le colonel Pascot pour la saison 1943-1944 et la création d'un championnat national pour les équipes fédérales, la Coupe de France redevient réellement une coupe nationale et la séparation entre la zone libre (Sud), la zone occupée (Nord) et la zone interdite est abolie.
Les nouvelles équipes fédérales qui regroupent les joueurs professionnels (D1) participent à la coupe comme les clubs amateurs. 772 clubs sont engagés.

## Tours préliminaires

### 1ertour
- SM Caen 9-1 Espérance de Saint-Lô
- USO Montpellier 6-0 ASPTT Montpellier

### 2etour
- AS Saint-Étienne 9-1 AS Chazelles [2]
- Stade rennais UC 6-1 AS Servannaise[3]
- AS Vire 0-1 SM Caen
- USO Montpellier 4-0 RC Ganges

### 3etour
- AS Saint-Étienne 2-1 Thiers[2]
- Stade Dinannais 1-2 Stade rennais UC[3]
- CO Clichy 1-9 SM Caen[4]
- USO Montpellier 12-2 SSMC Miramas
- FC Nantes 1-0 US Basse Indre[5]

### 4etour
- AS Saint-Étienne 10-2 AC Rive de Gier [2]
- Stade rennais UC 5-0 AS Brestoise[3]
- Véloce vannetais 2-0 FC Nantes
- USO Montpellier 3-2 US St Gaudens
- Amiens AC 1-0 ASSB Oignies

### 5etour
La majorité des matchs a lieu le 28 novembre 1943.
- Drapeau de Fougères 1-3 Stade rennais UC[3]
- Stade Lesnevien 1-1 (ap) Véloce vannetais, puis 0-0 (match rejoué), puis 2-0 (2e match rejoué)
- SCO Angers 5-0 AS Amicale
- AS Charentes 8-1 FC Libourne
- Paris UC 2-3 ES Bully
- SO Charenton 3-1 (ap) AS Troyes Sainte-Savine
- ASF Perreux 0-2 AAJ Blois
- Amiens AC 2-1 ES Juvisy
- Le Havre AC 3-1 SC Choisy-le-Roi
- US Normande 1-2 (ap) Olympique Saint-Denis
- SC Saumur 1-2 Chamois niortais
- AS Sablé 3-2 (ap) Stade Enghien-Ermont
- Bordeaux EC 6-5 US La Roche-Rigault
- RC Paris 3-2 Olympique marcquois
- CA du XIVe 2-1 US Quevilly
- Droitaumont 1-7 RC Franc-Comtois
- CS Blénod 0-1 FC Sochaux
- FCO Charleville 2-5 US Valenciennes-Anzin
- Stade de Reims 9-0 ASPTT Paris
- CO Châlons-sur-Marne 0-1 (ap) Red Star Olympique
- SC Fives 2-1 US bruaysienne
- Excelsior de Roubaix 5-1 SC Catésien
- RC Arras 4-0 US Boulogne
- Stade Orchésien 3-1 (ap) Olympique Saint-Quentin
- ES Audengeoise 5-1 Port Beautiran
- AS Saint-Étienne 7-0 Saint-Chamond[2]
- SC Vichy 5-1 Olympique Alès
- US Annemasse 0-0 FC Annecy, puis 1-4 (match rejoué)
- SO Gap 3-0 Château-Gombert
- FC Sète 2-1 Boulogne AC
- LB Châteauroux 2-1 (ap) ESA Brive
- Lyon OU 4-2 (ap) FC Chambéry
- Stade raphaëlois 0-1 OGC Nice
- AS Cannes 7-5 AS Grasse
- AS Avignon 8-0 AS Béziers
- Mazamet 2-6 Toulouse FC
- Saint-Gaudens 2-3 USO Montpellier
- US Cazères 3-0 RS Limoges
- SC Toulon 1-3 Nîmes Olympique
- FC Rouen 3-0 CO Clichy
- RC Ancenis 3-0 Stade quimpérois
- UF Machinoise 0-7 FC Gueugnon

## Trente-deuxièmes de finale
Les 16 équipes fédérales et les 6 finalistes des zones Nord, Sud et Interdite de 1943 sont qualifiés d'office pour ces 32es de finale, où la notion de zone n'intervient plus, mais les rencontres ne sont tirées au sort qu'au tour suivant.
La majorité des matchs a lieu le 19 décembre 1943,. Les matchs nuls ou arrêtés doivent se rejouer le 26 décembre 1943.
| Équipe 1                     | Score          | Équipe 2                        |
| Stade de Reims (CFA)         | 3 - 1          | RC Paris (CFA)                  |
| FC Sochaux-Valentigney (CFA) | 3 - 1          | FC Gueugnon (CFA)               |
| Toulouse FC (CFA)            | 2 - 1          | ES Audengeoise (CFA)            |
| Nîmes Olympique (CFA)        | 1 - 4          | É.F. Toulouse-Pyrénées (D1)     |
| RCFC Besançon (CFA)          | 2 - 3          | É.F. Paris-Île-de-France (D1)   |
| RC Lens (CFA)                | 0 - 2          | É.F. Reims-Champagne (D1)       |
| Stade-CA Paris (CFA)         | 4 - 3          | SC Fives (CFA)                  |
| Red Star Olympique (CFA)     | 5 - 1 (arrêté) | RC Ancenis (amateur)            |
| É.F. Nice-Côte d'Azur (D1)   | 2 - 0          | AS Avignon (CFA)                |
| Stade rennais UC (CFA)       | 5 - 0          | Stade Lesnevien (amateur)       |
| OIC Lille (CFA)              | 2 - 1          | CA du XIVe (CFA)                |
| Amiens AC (CFA)              | 2 - 4          | É.F. Rouen-Normandie (D1)       |
| Stade Enghien-Ermont (CFA)   | 3 - 1 (arrêté) | Le Havre AC (CFA)               |
| É.F. Grenoble-Dauphiné (D1)  | Forfait        | USA Perpignan (CFA)             |
| LB Châteauroux (CFA)         | 2 - 3          | É.F. Nancy-Lorraine (D1)        |
| AS Cannes (CFA)              | 5 - 2          | Lyon OU (CFA)                   |
| Girondins-ASP (CFA)          | 7 - 1          | AS Charentes (CFA)              |
| Chamois niortais (CFA)       | 0 - 5          | É.F. Bordeaux-Guyenne (D1)      |
| SC Vichy (CFA)               | 0 - 1          | AS Saint-Étienne (CFA)          |
| É.F. Paris-Capitale (D1)     | 5 - 1          | ES Bully (CFA)                  |
| SCO Angers (CFA)             | 2 - 0          | Bordeaux EC (CFA)               |
| AAJ Blois (CFA)              | 0 - 8          | É.F. Rennes-Bretagne (D1)       |
| É.F. Lille-Flandres (D1)     | 9 - 1          | Olympique Saint-Denis (CFA)     |
| FC Annecy (CFA)              | 0 - 1          | É.F. Lyon-Lyonnais (D1)         |
| Olympique de Marseille (CFA) | 3 - 0          | SO Gap (CFA)                    |
| USO Montpellier (CFA)        | 1 - 2          | É.F. Marseille-Provence (D1)    |
| US Cazères (CFA)             | 2 - 4          | É.F. Montpellier-Languedoc (D1) |
| É.F. Nancy-Lorraine (D1)     | 4 - 1          | SO Charenton (CFA)              |
| OGC Nice-Sportsmen (CFA)     | 0 - 0 ap       | FC Sète (CFA)                   |
| Stade Orchésien (CFA)        | 2 - 0          | Excelsior de Roubaix (CFA)      |
| FC Rouen (CFA)               | 0 - 0 ap       | RC Arras (CFA)                  |
| US Valenciennes-Anzin (CFA)  | 1 - 4          | É.F. Lens-Artois (D1)           |

### Trente-deuxièmes de finale (matchs rejoués)
Le premier match rejoué entre le Stade Enghien-Ermont et Le Havre AC est arrêté à la mi-temps à cause du brouillard. Le match doit donc être rejoué une deuxième fois le 2 janvier 1944.
| Équipe 1                   | Score                    | Équipe 2                 |
| RC Ancenis (amateur)       | 0 - 5                    | Red Star Olympique (CFA) |
| Stade Enghien-Ermont (CFA) | 0 - 2 (1er match rejoué) | Le Havre AC (CFA)        |
| Stade Enghien-Ermont (CFA) | 0 - 1 (2e match rejoué)  | Le Havre AC (CFA)        |
| OGC Nice-Sportsmen (CFA)   | 0 - 1                    | FC Sète (CFA)            |
| RC Arras (CFA)             | 3 - 1                    | FC Rouen (CFA)           |

## Seizièmes de finale
Les matchs sont joués sur terrain neutre.
| Équipe 1                        | Score      | Équipe 2                      |
| AS Saint-Étienne (CFA)          | 6 - 2      | Stade de Reims (CFA)          |
| É.F. Bordeaux-Guyenne (D1)      | 3 - 1      | É.F. Paris-Île-de-France (D1) |
| Girondins-ASP (CFA)             | 2 - 1      | É.F. Grenoble-Dauphiné (D1)   |
| É.F. Lens-Artois (D1)           | 3 - 1      | AS Cannes (CFA)               |
| É.F. Lille-Flandres (D1)        | 2 - 0      | Le Havre AC (CFA)             |
| É.F. Marseille-Provence (D1)    | 2 - 1      | Red Star Olympique (CFA)      |
| É.F. Montpellier-Languedoc (D1) | 3 - 2 a.p. | OIC Lille (CFA)               |
| É.F. Nancy-Lorraine (D1)        | 7 - 0      | Stade rennais UC (CFA)        |
| É.F. Nice-Côte d'Azur (D1)      | 2 - 0      | Olympique de Marseille (CFA)  |
| Stade Orchésien (CFA)           | 4 - 0      | Toulouse FC (CFA)             |
| É.F. Paris-Capitale (D1)        | 3 - 0      | É.F. Clermont-Auvergne (D1)   |
| É.F. Reims-Champagne (D1)       | 3 - 0      | FC Sète (CFA)                 |
| É.F. Rennes-Bretagne (D1)       | 6 - 0      | SCO Angers (CFA)              |
| É.F. Rouen-Normandie (D1)       | 4 - 0      | RC Arras (CFA)                |
| Stade-CA Paris (CFA)            | 2 - 0      | É.F. Lyon-Lyonnais (D1)       |
| É.F. Toulouse-Pyrénées (D1)     | 9 - 1      | FC Sochaux-Valentigney (CFA)  |

## Huitièmes de finale
Les matchs sont joués sur terrain neutre.
| Équipe 1                        | Score      | Équipe 2                     |
| É.F. Bordeaux-Guyenne (D1)      | 1 - 1 a.p. | É.F. Toulouse-Pyrénées (D1)  |
| Girondins-ASP (CFA)             | 3 - 0      | É.F. Nice-Côte d'Azur (D1)   |
| É.F. Lens-Artois (D1)           | 4 - 0      | É.F. Marseille-Provence (D1) |
| É.F. Montpellier-Languedoc (D1) | 1 - 1 a.p. | Stade-CA Paris (CFA)         |
| É.F. Nancy-Lorraine (D1)        | 3 - 1      | AS Saint-Étienne (CFA)       |
| É.F. Paris-Capitale (D1)        | 1 - 1 a.p. | É.F. Rennes-Bretagne (D1)    |
| É.F. Reims-Champagne (D1)       | 3 - 1      | Stade Orchésien (CFA)        |
| É.F. Rouen-Normandie (D1)       | 1 - 0      | É.F.Lille-Flandres (D1)      |

### Huitièmes de finale (matchs rejoués)
| Équipe 1                        | Score | Équipe 2                    |
| É.F. Bordeaux-Guyenne (D1)      | 2 - 1 | É.F. Toulouse-Pyrénées (D1) |
| É.F. Montpellier-Languedoc (D1) | 2 - 1 | Stade-CA Paris (CFA)        |
| É.F. Paris-Capitale (D1)        | 5 - 1 | É.F. Rennes-Bretagne (D1)   |

## Quarts de finale
Les matchs sont joués sur terrain neutre.
| Équipe 1                   | Score | Équipe 2                        |
| É.F. Bordeaux-Guyenne (D1) | 1 - 0 | É.F. Montpellier-Languedoc (D1) |
| É.F. Lens-Artois (D1)      | 3 - 1 | É.F. Paris-Capitale (D1)        |
| É.F. Nancy-Lorraine (D1)   | 4 - 3 | Girondins-ASP (CFA)             |
| É.F. Reims-Champagne (D1)  | 3 - 1 | É.F. Rouen-Normandie (D1)       |

## Demi-finales
Les matchs sont joués sur terrain neutre.
| Équipe 1                  | Score      | Équipe 2                   |
| É.F. Nancy-Lorraine (D1)  | 2 - 1 a.p. | É.F. Bordeaux-Guyenne (D1) |
| É.F. Reims-Champagne (D1) | 0 - 0 a.p. | É.F. Lens-Artois (D1)      |

### Demi-finale (match rejoué)
| Équipe 1                  | Score     | Équipe 2              |
| É.F. Reims-Champagne (D1) | 2 - 1 a.p | É.F. Lens-Artois (D1) |

## Finale
| Clubs                | É.F. Nancy-Lorraine - É.F. Reims-Champagne |
| Score                | 4-0 (1-0) |
| Date                 | 7 mai 1944 |
| Stade                | Parc des Princes, Paris 31 995 spectateurs ; Recette : 1 134 183 FRF (247 694,23 EUR2023) |
| Arbitre              | M. Charles Tibaldi |
| Buts                 | Marcel Parmeggiani (2e), Marcel Poblome (54e), Michel Jacques (66e), Marcel Poblome (74e) |
| É.F. Nancy-Lorraine  | Roger Coulon - Lucien Rué, Jean Mathieu - Pierre Givert, Roger Magnin (cap.), Jean Grandidier - Georges Sesia, Jean Pessonneaux, Marcel Poblome, Marcel Parmeggiani, Michel Jacques Entraîneur : Paul Wartel        |
| É.F. Reims-Champagne | Alfred Dambach - Daniel Prince, Louis Carrara - Ignace, Pierre Brembilla (cap.), Henri Roessler - Jean-Louis Pradel, Albert Batteux, Pierre Flamion, André Petitfils, François Szego Entraîneur : Sarkis Garabedian |